# Деметриус Чак
Деметриус (Деметр) I Чак (венг. Csák nembeli (I.) Demeter; умер после 1254 года) — венгерский барон, занимавшим крупные должности во время правления королей Андраша II и Белы IV.

## Биография
Представитель угодской линии старинного венгерского рода Чак. Его отцом был Лука Чак. Возможно, у него был брат Адам. От неизвестной жены у Деметра было два сына (Угод и Чак), и дочь, которая вышла замуж за Чепана II Дьера, сына палатина Венгрии Чепана I Дьера.
Деметриус Чак верен королю Андрашу II и в течение тринадцати лет (1217—1230) занимал пост главы стюардов (лат. senescalcus). Кроме того, он был также ишпаном графства Ваш с 1219 по 1222 год. Он участвовал в пятом крестовом походе под командованием венгерского короля Андраша II в 1217—1218 годах. Вернувшись домой, Деметр Чак управлял комитатом Пожонь в 1224—1229 годах. После 1230 года он стал сторонником герцога Белы. Он был назначен королевским судьей в 1232 году и занимал этот пост до 1234 года. Деметр Чак также был ишпаном графства Бач в это же время, с 1233 по 1234 год.
До 1225 года Деметриус Чак получил от венгерского короля Андраша II королевский замок Неметуйвар (современный Гюссинг в Австрии). Следовательно, Деметр стал первым известным членом рода Чак, который владел замком. Вполне вероятно, что Деметриус Чак приобрел крепость, когда он служил в качестве ишпана графства Ваш, где располагался замок. Аббатство Паннонхальма, которое раньше владело аббатством Кюзен, постоянно подавала петицию против решения Андраша в Ватикан, который несколько раз убеждал Деметриуса вернуть Неметуйвар бенедиктинским монахам, но тот отказался это сделать. В результате папа римский Григорий IX отлучил Деметриуса Чака от церкви в 1228 или 1229 году. Когда в 1238 году папа римский направил новую жалобу новому королю, Беле IV, Деметриус Чак все еще владел замком. Вполне вероятно, что он владел Немейтуйваром до самой смерти. Следующее упоминание о замке относится к 1263 году, намного позже его смерти.
С 1238 по 1241 год, во время правления короля Белы IV, Деметриус Чак служил в качестве ишпана графства Чанад. Он был назначен королевским судьей во второй раз в 1242 году и занимал эту должность до 1244 года, однако согласно неаутентичным королевским хартиям он был королевским судьей еще в 1245 и 1246 годах . В течение этого времени он также выполнял функции ишпана графства Мошон. Согласно неаутентичной грамоте, Деметриус служил в качестве королевского судьи и ишпана графства Бодрог в 1246 году. Он скончался после 1254 года.